# Bomolocha baltimoralis
Bomolocha baltimoralis är en fjärilsart som beskrevs av Achille Guenée 1854. Bomolocha baltimoralis ingår i släktet Bomolocha och familjen nattflyn. Inga underarter finns listade i Catalogue of Life.